# Марија Шиклгрубер
Марија Ана Шиклгрубер (Strones, 15. април 1795 — Klein-Motten, 7. јануар 1847) је била мајка Алојза Хитлера, и баба немачког политичара и фирера Адолфа Хитлера.

## Биографија
Марија је рођена 15. априла 1795. године у једном селу у Аустријском надвојводству. Она је била ћерка Теразије Цајсингер и фармера Јоханаса Шиклгрубера. Марија је била католичке вере, и то веома побожна.
Марија је била једна од једанаесторо деце својих родитеља, међутим само шест од њих су преживели. Њено детињство је провела у сиромашној породици, помажући оцу и мајци. Живела је негде у Доњој Аустрији, северозападно од Беча.
Радила је као чистачица у неколико богатих јеврејских породица, постоје и извори да је затруднела са својим газдом чије име никада није било откривено, па је родила сина Алојза. Отуд постоје и извори да је Адолф Хитлер у себи имао и јеврејску крв. Мада, идентитет Алојзовог оца никада није био утврђен. 
Марија је умрла 1847. године, у 52 години живота. Након њене смрти, старатељство над десетогодишњим Алојзом је прво преузео њен отац, али је и он убрзо умро, тако да је Алојз растао код комшија.